# سیارک ۱۳۸۴
سیارک ۱۳۸۴ (به انگلیسی: 1384 Kniertje، نامگذاری:1934RX) هزار و سیصد و هشتاد و چهارمین سیارک کشف شده‌است که در ۹ سپتامبر ۱۹۳۴ کشف شد.
قدر مطلق سیارک برابر ۹٫۷۰ است.